# Nati nel 1734
| Questa pagina contiene informazioni ricavate automaticamente dalle voci biografiche con l'ausilio del template Bio e di un bot. L'aggiornamento è periodico e automatico e ricostruisce completamente la pagina. Se manca una persona in questa lista, sei pregato di non aggiungerla, ma accertati piuttosto che la sua voce biografica contenga il template Bio e che i dati anagrafici siano correttamente compilati. Se il template Bio manca, inseriscilo tu stesso o, in alternativa, metti l'avviso {{tmp\|Bio}} che ne segnala la mancanza. Se i dati riportati sono sbagliati, correggi direttamente la voce biografica; le modifiche saranno visibili in questa lista entro pochi giorni. Per chiarimenti vedi il progetto biografie. La lista contiene solo le 141 persone che sono citate nell'enciclopedia e per le quali è stato implementato correttamente il template Bio. Pagina aggiornata al 10 ago 2025. |

## Gennaio(16)
- 1º gennaio - Giovanni Pichler, incisore italiano († 1791)
- 11 gennaio - Achille Pierre Dionis du Séjour, matematico e astronomo francese († 1794)
- 13 gennaio - Luca Sorgo, compositore dalmata († 1789)
- 16 gennaio - John A. Treutlen, politico statunitense († 1782)
- 17 gennaio - François-Joseph Gossec, compositore e violinista francese († 1829)
- 17 gennaio - Vincenzo Petagna, botanico, medico e entomologo italiano († 1810)
- 18 gennaio - Caspar Friedrich Wolff, fisiologo tedesco († 1794)
- 20 gennaio - Charles Alexandre de Calonne, politico e economista francese († 1802)
- 20 gennaio - Robert Morris, politico statunitense († 1806)
- 23 gennaio - Wolfgang von Kempelen, inventore ungherese († 1804)
- 23 gennaio - François Rozier, botanico e agronomo francese († 1793)
- 26 gennaio - Andrea Benedetto Ganassoni, arcivescovo cattolico italiano († 1786)
- 27 gennaio - Francesco Colelli, pittore italiano († 1820)
- 28 gennaio - Giovanni Antinori, architetto italiano († 1792)
- 28 gennaio - Pasquale Antonio Basili, compositore italiano
- 31 gennaio - Joseph Anton von Auersperg, cardinale e vescovo cattolico austriaco († 1795)

## Febbraio(9)
- 12 febbraio - Innocenzo Ansaldi, pittore, storico dell'arte e poeta italiano († 1816)
- 13 febbraio - Yves Joseph de Kerguelen-Trémarec, navigatore francese († 1797)
- 14 febbraio - Luigi Ercole Timoleone di Cossé-Brissac, militare e nobile francese († 1792)
- 15 febbraio - Domenico Grimaldi, economista, imprenditore e filosofo italiano († 1805)
- 18 febbraio - Jean-Marie Roland, politico e economista francese († 1793)
- 19 febbraio - Francisco Antonio Cebrián Valdá, cardinale spagnolo († 1820)
- 20 febbraio - Franz Beck, compositore tedesco († 1809)
- 28 febbraio - Ivan Afanas'evič Dmitrevsky, attore teatrale, traduttore e drammaturgo russo († 1821)
- 28 febbraio - Dorothea Storm-Kreps, pittrice e illustratrice olandese († 1772)

## Marzo(7)
- 7 marzo - Mir Nizam Ali Khan Siddiqi Asaf Jah II, principe indiano († 1803)
- 9 marzo - Francisco Bayeu, pittore spagnolo († 1795)
- 11 marzo - Nikolaj Vasil'evič Repnin, politico e generale russo († 1801)
- 19 marzo - Vicente Antonio García de la Huerta, poeta e drammaturgo spagnolo († 1787)
- 24 marzo - Diana Spencer, nobile e artista britannica († 1808)
- 27 marzo - Francesco Pignatelli, marchese di Laino, generale e politico italiano († 1812)
- 31 marzo - Louis-Philippe Mouchy, scultore francese († 1801)

## Aprile(5)
- 1º aprile - Scipione Borghese, cardinale e arcivescovo cattolico italiano († 1782)
- 1º aprile - Cristoforo Dall'Acqua, incisore e disegnatore italiano († 1787)
- 10 aprile - Giuseppe Fedele Vitale, letterato, medico e presbitero italiano († 1789)
- 17 aprile - Taksin, militare siamese († 1782)
- 21 aprile - Antonio Sentmanat y Castellá, cardinale spagnolo († 1806)

## Maggio(7)
- 2 maggio - Johann August Nösselt, teologo tedesco († 1807)
- 5 maggio - François-Jean de Chastellux, generale e storico francese († 1788)
- 13 maggio - Luca Nicola De Luca, vescovo cattolico italiano († 1826)
- 17 maggio - Yves-Alexandre de Marbeuf, arcivescovo cattolico francese († 1799)
- 20 maggio - Anton Janša, allevatore e pittore sloveno († 1773)
- 22 maggio - Carolina Felicita di Leiningen-Dagsburg, contessa tedesca († 1810)
- 23 maggio - Franz Anton Mesmer, medico tedesco († 1815)

## Giugno(4)
- 14 giugno - Gaspard de Brunet, generale francese († 1793)
- 19 giugno - Alphonse du Congé Dubreuil, poeta, drammaturgo e librettista francese († 1801)
- 22 giugno - Nicola Pacifico, prete italiano († 1799)
- 28 giugno - Jean-Jacques Beauvarlet-Charpentier, compositore, organista e clavicembalista francese († 1794)

## Luglio(10)
- 2 luglio - Giovanni Francesco Cigna, medico e chimico italiano († 1790)
- 3 luglio - Henry Herbert, X conte di Pembroke, nobile e generale inglese († 1794)
- 4 luglio - Jean-Henri Riesener, ebanista francese († 1806)
- 18 luglio - Sigismondo Antonio Manci, nobile e presbitero italiano († 1817)
- 18 luglio - Giuseppe Piermarini, architetto italiano († 1808)
- 25 luglio - Ueda Akinari, scrittore giapponese († 1809)
- 26 luglio - Cesare Orlandi, scrittore e storico italiano († 1779)
- 26 luglio - Franz Stephan Rautenstrauch, abate, presbitero e teologo austriaco († 1785)
- 27 luglio - Jakob Zupan, compositore sloveno († 1810)
- 27 luglio - Sofia di Borbone-Francia, principessa francese († 1782)

## Agosto(12)
- 1º agosto - Michele Angelo Cianciulli, politico e nobile italiano († 1819)
- 7 agosto - Maria Anna Giuseppa di Baviera, principessa tedesca († 1776)
- 8 agosto - Federico Augusto di Anhalt-Zerbst, nobile tedesco († 1793)
- 13 agosto - Ernst Christoph Dressler, compositore e tenore tedesco († 1779)
- 14 agosto - Thomas Sumter, politico e generale statunitense († 1832)
- 17 agosto - Barbara Heck, religiosa irlandese († 1804)
- 17 agosto - Ciro Saverio Minervini, storico e religioso italiano († 1805)
- 17 agosto - Fra Felice da Sambuca, pittore e presbitero italiano († 1805)
- 22 agosto - Charles du Houx de Vioménil, generale francese († 1827)
- 24 agosto - Benjamin Church, chirurgo statunitense († 1778)
- 25 agosto - Sebastiano Canterzani, matematico e fisico italiano († 1818)
- 31 agosto - Gaetano Gandolfi, pittore italiano († 1802)

## Settembre(9)
- 1º settembre - Luigi Francesco Giuseppe di Borbone-Conti, principe francese († 1814)
- 3 settembre - Joseph Wright of Derby, pittore inglese († 1797)
- 5 settembre - Jean-Benjamin de La Borde, compositore e storico francese († 1794)
- 13 settembre - Thomas Thynne, I marchese di Bath, politico inglese († 1796)
- 14 settembre - Henry d'Arles, pittore francese († 1784)
- 17 settembre - Jean-Baptiste Le Prince, pittore e incisore francese († 1781)
- 19 settembre - Giuseppe de Gemmis, giurista e magistrato italiano († 1812)
- 25 settembre - Louis-René-Édouard de Rohan-Guéménée, cardinale, vescovo cattolico e diplomatico francese († 1803)
- 30 settembre - Giovanni Bovara, presbitero e politico italiano († 1812)

## Ottobre(10)
- 2 ottobre - Gabriel Anton Splény de Miháldy, generale austriaco († 1818)
- 3 ottobre - Carl von Imhoff, militare e pittore tedesco († 1788)
- 6 ottobre - Grigorij Grigor'evič Orlov, militare russo († 1783)
- 7 ottobre - Ralph Abercromby, generale inglese († 1801)
- 10 ottobre - Maria Teresa Cucchiari, educatrice italiana († 1801)
- 14 ottobre - Francis Lightfoot Lee, politico statunitense († 1797)
- 23 ottobre - Restif de la Bretonne, scrittore e giornalista francese († 1806)
- 24 ottobre - Anna Göldi, svizzera († 1782)
- 30 ottobre - Augusta Elisabetta di Württemberg, tedesca († 1787)
- 31 ottobre - Antoine Léonard Thomas, poeta e critico letterario francese († 1785)

## Novembre(5)
- 2 novembre - Daniel Boone, esploratore statunitense († 1820)
- 9 novembre - Giuseppe Bertieri, arcivescovo cattolico italiano († 1804)
- 11 novembre - František Martin Pelcl, filologo ceco († 1801)
- 27 novembre - Giovanni Eulero, matematico e astronomo russo († 1800)
- 28 novembre - Vincenzo Miceli, teologo e presbitero italiano († 1781)

## Dicembre(11)
- 1º dicembre - Adam Kazimierz Czartoryski, nobile, politico e scrittore polacco († 1823)
- 2 dicembre - Maurizio Garzoni, prete italiano († 1804)
- 4 dicembre - Francesco Paolo Nicola de Leon, medico, politico e storico italiano († 1809)
- 14 dicembre - Oluf Gerhard Tychsen, orientalista, numismatico e teologo tedesco († 1815)
- 16 dicembre - Colin Morison, mercante d'arte scozzese († 1809)
- 17 dicembre - Maria I del Portogallo, regina portoghese († 1816)
- 19 dicembre - John Spencer, I conte Spencer, politico britannico († 1783)
- 22 dicembre - Tommaso Conca, pittore italiano († 1822)
- 23 dicembre - Francisco Manuel do Nascimento, poeta portoghese († 1819)
- 26 dicembre - John Banister, avvocato statunitense († 1788)
- 31 dicembre - Claude Joseph Dorat, scrittore, poeta e drammaturgo francese († 1780)

## Senza giorno specificato(36)
- Carlo Albacini, scultore e restauratore italiano († 1813)
- Johann Ernst Altenburg, compositore, organista e trombettista tedesco († 1801)
- John Barber, ingegnere inglese († 1801)
- Ermete Bonomi, letterato italiano († 1812)
- Nicolaas Laurens Burman, botanico olandese († 1793)
- Domenico Cagnoni, incisore italiano († 1797)
- Angelo Crescimbeni, pittore italiano († 1781)
- François Daviet de Foncenex, matematico e militare italiano († 1798)
- Angelo Duca, brigante italiano († 1784)
- Pedro Fages, militare e esploratore spagnolo († 1794)
- Petronio Fancelli, pittore italiano († 1800)
- Francesco Antonio Franzoni, scultore e restauratore italiano († 1818)
- Charles Green, astronomo britannico († 1771)
- Liu Yiming, monaco taoista cinese († 1821)
- François-René Molé, attore teatrale francese († 1802)
- Vincenzo Panormo, liutaio italiano († 1813)
- Procopio di Costantinopoli, arcivescovo ortodosso greco
- Carlo Alfonso Pellizzoni, poeta e religioso italiano († 1818)
- Peter Perez Burdett, cartografo e artista inglese († 1793)
- Joseph Pickford, architetto inglese († 1782)
- Andrea Pigonati, ingegnere italiano († 1790)
- Humphrey Primatt, pastore protestante e scrittore britannico († 1776)
- Gaetano Rappini, ingegnere italiano († 1796)
- George Romney, pittore inglese († 1802)
- Giuseppe Angelo Saluzzo di Monesiglio, generale e chimico italiano († 1810)
- Giuseppe Salvetti, ingegnere e architetto italiano († 1801)
- Luciano Xavier Santos, compositore portoghese († 1808)
- Tommaso Maria Sciacca, pittore italiano († 1795)
- Ignazio Spergher, compositore e organista italiano († 1808)
- Giovanni Stern, architetto italiano († 1794)
- Giles Stibbert, militare e politico britannico († 1809)
- Wilhelm Abraham Teller, teologo tedesco († 1804)
- Utagawa Toyohiro, pittore, incisore e calligrafo giapponese († 1825)
- Gioacchino Varlè, scultore italiano († 1806)
- William Wales, astronomo e matematico britannico († 1798)
- Antonio de Gimbernat, chirurgo e anatomista spagnolo († 1816)